# ジェミニ・ナイヴ
ジェミニ・ナイヴ（GEMINI×KNIVES）は、きむらひでふみのライトノベル作品。企画・原案：gímik、キャラクターデザイン：門之園恵美、イラスト：後藤圭二。
学習研究社『メガミマガジン』2005年5月号より連載の後、新エピソードを加えて同社・メガミ文庫（同社）より刊行された（2巻以降は書き下ろし）。

## ストーリー
「あまり売れないローティーン・アイドル」コクーンと敏腕マネージャー・クリサリス。表向きは芸能活動で惑星間を股に掛けるこの2人の裏の顔は、非合法自警組織「G・M・B」（ガンビット）所属のエージェントであった。

## 登場人物
コクーン（Cocoon）
表向きはあまり売れないが、一部に熱狂的なファンを抱えるローティーン・アイドル。裏の顔は非合法自警組織「G・M・B」所属のエージェントで「C列（C-File）」に分類される。他人に変装したり周囲の環境に合わせてカメレオンのように姿を隠す「ミラージュ・モーフ」と呼ばれる「特技」を持つ。
クリサリス（Chrysalis）
表向きはコクーンのマネージャーだが、裏の顔はコクーンと同様「G・M・B」所属のエージェント。コクーンと同じ「C列（C-File）」に分類される。無数のカメラ・ボールを使用した諜報活動に長け、カメラ・ボール射出を始め様々な用途を持った拳銃型万能ツール「Bマネージャー」を自在に駆使する。

## 既刊一覧
- きむらひでふみ（著）・gímik（企画・原案）・後藤圭二（イラスト）、門之園恵美（キャラクターデザイン）、学習研究社〈メガミ文庫〉、全2巻
  - 『ジェミニ・ナイヴ C列の少女たち』、2006年03月02日発売[1]、ISBN 978-4-05-903508-4
  - 『ジェミニ・ナイヴ 少女たちの遊戯盤』、2006年12月28日発売[2]、ISBN 978-4-05-903513-8